# Matraga
Pour plus de détails, voir Fiche technique et Distribution.
Matraga (A Hora e Vez de Augusto Matraga) est un film brésilien réalisé par Roberto Santos, sorti en 1965.
En novembre 2015, le film est inclus dans la liste établie par l'Association brésilienne des critiques de cinéma (Abraccine) des 100 meilleurs films brésiliens de tous les temps.

## Synopsis
La femme d'Augusto Matraga, un fermier violent, ourdit un complot avec plusieurs de ses ennemis. Ils le piègent et le laissent pour mort mais il est sauver par un couple d'humbles fermiers.

## Fiche technique
- Titre : Matraga
- Titre original : A Hora e Vez de Augusto Matraga
- Réalisation : Roberto Santos
- Scénario : Gianfrancesco Guarnieri, J. Guimarães Rosa et Roberto Santos
- Musique : Geraldo Vandré
- Photographie : Hélio Silva
- Montage : Silvio Renoldi
- Production : Luiz Carlos Barreto, Nelson Pereira dos Santos et Roberto Santos
- Société de production : Difilm et Luiz Carlos Barreto Produções Cinematográficas
- Pays :  Brésil
- Genre : Drame
- Durée : 109 minutes
- Dates de sortie : 
  -  Brésil : 1965

## Distribution
- Leonardo Villar : Augusto Matraga
- Joffre Soares : Joaozinho Bem Bem
- Maria Ribeiro : Dionorá
- Maurício do Valle : le prête
- Flávio Migliaccio : Quim Recadeiro
- Antonio Carnera : le maire Consilvo
- Ivan De Souza : Jurumim
- Emmanuel Cavalcanti : João Lomba

## Distinctions
Le film a été présenté en sélection officielle en compétition au Festival de Cannes 1966.